# Shore Line East
La Shore Line East es una línea de tren de cercanías que opera alrededor del Corredor Noreste en Connecticut operado por Amtrak. Inaugurado el 29 de mayo de 1990, actualmente la Shore Line East cuenta con 18 estaciones. 